# Rio Aracoiaba
Rio Aracoiaba är ett periodiskt vattendrag i Brasilien.   Det ligger i delstaten Ceará, i den östra delen av landet, 1 600 km nordost om huvudstaden Brasília.
Omgivningarna runt Rio Aracoiaba är huvudsakligen savann. Runt Rio Aracoiaba är det ganska glesbefolkat, med 38 invånare per kvadratkilometer.